# Volary
Volary là một thị trấn thuộc huyện Prachatice, vùng Jihočeský, Cộng hòa Séc.